# ГМЗ-2

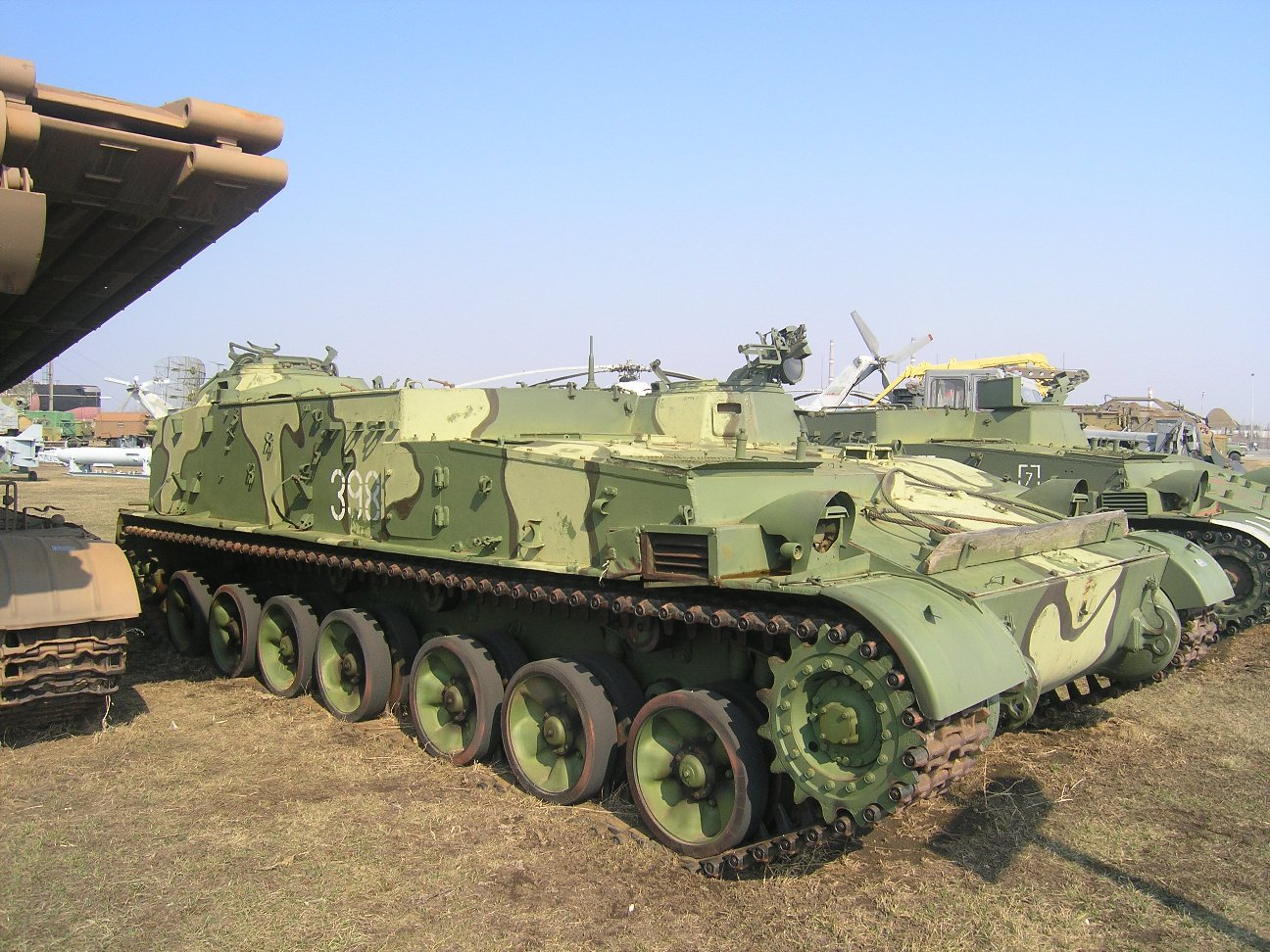
ГМЗ-2 в Техническом музее Тольятти

ГМЗ-2 (объект 118-2) — советский гусеничный минный заградитель второго поколения, создан взамен ГМЗ-1.
ГМЗ-2 принят на вооружение инженерных войск Вооружённых сил СССР в 1970 году. Предназначен для механизированного противотанкового минирования в ходе боя. Постановка мин осуществляется на поверхность грунта без маскировки или в грунт (снег) с маскировкой.

## Описание конструкции
Основным предназначением машины ГМЗ-2 является механизированная установка противотанковых мин. При этом мины могут быть как замаскированы, так и устанавливаться на поверхность грунта.
В состав экипажа боевой машины входят три человека: механик-водитель, командир машины и оператор.

### Броневой корпус и башня
Броневой корпус машины сварной, имеет лёгкое бронирование из листов средней и низкой твёрдости и обеспечивает защиту экипажа от пуль и осколков, а также имеет противоатомную защиту и защищает экипаж от ударной волны при ядерном взрыве. Корпус автоматически герметизируется при срабатывании радиометрического блока защиты по превышению мощности дозы более 4+2
−1 рентген/с. Две фильтровентиляционные установки создают избыточное давление в корпусе и защищают экипаж от радиоактивной пыли при движении по заражённой местности.
Корпус ГМЗ-2 имеет четыре отделения: силовое (моторно-трансмиссионное), минное, отделение оператора и отделение управления.

#### Отделение управления
В носовом отделении между перегородкой силового отделения и левым бортом располагается отделение управления, в котором размещено сиденье механика-водителя, а также рычаги и педали приводов управления машиной.
В крыше отделения управления расположены люки механика-водителя и командира машины. Над местом механика-водителя установлены два перископических призменных прибора наблюдения; в ночное время левый из них заменяется на бинокулярный прибор ночного видения ТВН-2БМ. За местом механика-водителя по левому борту находится место командира машины, над которым установлена башенка. На крыше башенки командира расположена турельная установка пулемёта ПКТ и прибор ТКН-3А для наблюдения и прицеливания с дополнительной функцией ночного видения.

#### Минное отделение
В средней части корпуса ГМЗ-2 находится минное отделение. В минном отделении установлен механизм выдачи мин и кассеты с минами. По бортам отделения расположены топливные баки ёмкостью 200 литров каждый, два по правому борту и один по левому. Для снаряжения кассет минами, а также для заправки машины на крыше минного отделения имеются открывающиеся створки. В передней части минного отделения на крыше установлена антенна радиостанции. Также в минном отделении находится фильтровентиляционная установка (ФВУ) и часть возимого комплекта ЗИП.

#### Силовое отделение
В носовой части корпуса справа от отделения управления расположено силовое отделение. Коробка передач с кулисой и механизмами поворота планетарного типа установлены в передней части отделения управления на специальных опорах. У моторной коробки справа располагается двигатель с узлами и агрегатами его обслуживания.

#### Отделение оператора
В задней части корпуса над выдающими механизмами располагается отделение оператора. В отделении оператора находятся ручные приводы механизмом выдачи мин, ФВУ, пульт оператора, механизмы закрывания окон выхода мин, а также башенка оператора, в которой имеется люк и приборы наблюдения (три призменных перископа и ТКН-3А).

### Вооружение
В качестве дополнительного (основное — мины) вооружения используется 7,62-мм танковый пулемёт ПКТ. Возимый боекомплект составляет 1500 патронов. Горизонтальный угол обстрела из ПКТ: влево 170°30′, вправо 123°30′; угол возвышения от −6° до +15°. Кроме того, в ГМЗ-2 предусмотрены места крепления для личного оружия экипажа — двух автоматов Калашникова (возле мест оператора и командира) с боекомплектом 600 патронов, а также для 26-мм сигнального пистолета с 20 ракетами. Для маскировки на поле боя предусмотрена система дымопуска, генерирующая дымовую завесу из штатного топлива со средним расходом 10 л/мин.
Для установки на поле боя ГМЗ-2 загружается противотанковыми минами ТМ-57 (с металлическим корпусом и взрывателем МВЗ-57) или  ТМ-62М, ТМ-62П2 и ТМ-62Т (с взрывателями МВП-62, МВЗ-62 и МВЧ-62). Возимый комплект составляет 208 мин.

### Средства наблюдения и связи
Для наблюдения за местностью и прицельной стрельбы из пулемёта в башенках командира и оператора установлены по три призменных прибора наблюдения, перископические бинокулярные приборы ТКН-3А, а также инфракрасные лампы ОУ-3ГК мощностью 100 Вт.
У механика-водителя установлены два призменных прибора наблюдения и перископический бинокулярный прибор ТВН-2БМ.
Для обеспечения внешней связи в ГМЗ-2 установлена радиостанция Р-123М, дальность действия которой на среднепересечённой местности составляет до 20 километров. Для внутренних переговоров в машине имеется танковое переговорное устройство Р-124.

### Двигатель и трансмиссия
В качестве силовой установки использован модифицированный дизельный двигатель В-54, получивший обозначение В-105-В. Максимальная мощность двигателя составляет 400 л.с., гарантийный ресурс 400 моточасов. Основная система запуска двигателя — пневматическая, от двух баллонов ёмкостью по 5 л (давление в одном 150 атм, во втором 70 атм), заряжаемых компрессорной установкой; для запуска двигателя необходимо давление не менее 45 атм летом и не менее 85 атм зимой. Предусмотрена также дополнительная система запуска от электростартёра мощностью 15 л.с., питающегося от 4 свинцовокислотных 12-вольтовых аккумуляторных батарей общей ёмкостью 280 А·ч. Напряжение бортовой сети постоянного тока 24 В.
Коробка передач — механическая, имеет 6 передних и 2 задних передачи.
| Таблица скоростей и передаточных чисел коробки передач |                                   |                    |                        |                                |
| Передача                                               | Расчётная скорость движения, км/ч | Передаточные числа | Передаточные числа ПМП | Минимальный радиус поворота, м |
| 1-я передняя                                           | 6,95                              | 6,76               | 1,41                   | 3,7                            |
| 2-я передняя                                           | 14,46                             | 3,24               | 1,92                   | 8,8                            |
| 3-я передняя                                           | 22,0                              | 2,14               | 1,46                   | 14,0                           |
| 4-я передняя                                           | 33,0                              | 1,43               | 1,28                   | 21,3                           |
| 5-я передняя                                           | 44,8                              | 1,05               | 1,18                   | 29,4                           |
| 6-я передняя                                           | 57,0                              | 0,82               | 1,14                   | 37,7                           |
| 1-я задняя                                             | 6,46                              | 7,27               | —                      | 3,7                            |
| 2-я задняя                                             | 13,42                             | 3,49               | —                      | 8,9                            |
| нейтральная                                            | —                                 | —                  | —                      | 1,4                            |

### Ходовая часть
Машина использует гусеничный движитель, в каждой гусенице имеется по 119 траков. С каждой стороны имеется по 7 опорных катков, ведущие колёса находятся спереди и имеют по 15 зубьев. Ширина гусеницы 482 мм.
Подвеска машины индивидуальная торсионная. На передних и задних катках имеются гидравлические амортизаторы двустороннего действия.

## Минирование
ГМЗ-2 обеспечивает установку противотанковых мин на грунт без маскировки со скоростью до 16 км/ч, в грунт твёрдостью I-III категорий с маскировкой со скоростью до 6 км/ч, а также в снег с маскировкой со скоростью до 10 км/ч. Шаг минирования в зависимости от режима — от 4,09 до 5,46 м, с отклонением в обычных условиях до ±20%, в неблагоприятных погодных условиях (дождь, снегопад, сильный мороз) до ±30%. По регламенту полный боекомплект мин загружается в минное отделение командой из 4-5 человек за 13—17 минут, устанавливается в грунт в один ряд за 8—10 минут при движении на I передаче и за 4—6 минут при движении на II передаче. Расстояние от места загрузки боекомплекта до места установки минного поля может достигать 300 км. Мины могут устанавливаться на уклонах до 15°. Линия установки может быть как прямой, так и дугообразной с радиусом поворота не менее 150 м. Плуг для установки мин двухлемешный безотвальный, включает в себя также обратные отвалы для маскировки установленных мин; глубина отрываемой борозды 60—100 мм. Гидравлический механизм плуга отслеживает неровности местности до ±200 мм. При установке мин из их взрывателей автоматически выдёргивается предохранительная чека и нажимается взводящая кнопка. 

## Музейные экспонаты
- Музейный комплекс УГМК, г. Верхняя Пышма, Свердловская область, Парк-Отель «Патриот» г. Каменск-Шахтинский, Ростовская область.